# 李沃士
李沃士（1960年4月1日—），金門縣金寧鄉古寧村人，中華民國政治人物，曾任金門縣縣長。

## 生平
李沃士曾以新黨黨籍擔任第3、4屆金門縣議員，2008年參選立委失利，選後加入國民黨，2009年獲提名參選金門縣長，該場選舉獲得1萬4269票當選，得票率為37.28%。2014年3月15日，李沃士獲銘傳大學頒發「校友會傑出貢獻獎」，由金門縣副縣長吳友欽代表領獎。於2014年底大選中，對手陳福海以五成餘票數高票當選，李成為首位連任失敗的民選金門縣長。

## 貪汙
2017年12月27日，李沃士因在金門縣長任內接受廠商賄賂新台幣100萬元，以調低金門高粱酒酒基售價，被指違反貪污治罪條例公務員對於職務上行為收受賄賂罪。遭金門地方法院判處有期徒刑8年、褫奪公權5年，李沃士表示收到判決書後一定會上訴。
李沃士上訴後二審改判無罪，但更一審時再次改判有期徒刑7年6月，褫奪公權5年。且在上訴時法院發現李沃士另有疑似不法情事，故向檢方告發。法院在2024年駁回其上訴，全案定讞。

## 參選記錄
| 年度 | 選舉屆數               | 選舉區               | 所屬政黨   | 得票數 | 得票率 | 當選標記 | 備註 |
| ---- | ---------------------- | -------------------- | ---------- | ------ | ------ | -------- | ---- |
| 1998 | 第二屆金門縣議員選舉   | 金門縣選舉區         | 新黨       | 504    | 1.92%  |          |      |
| 1999 | 第三屆國民大會代表補選 | 金門縣國大代表選舉區 | 新黨       | 6,162  | 43.96% |          |      |
| 2002 | 第三屆金門縣議員選舉   | 金門縣選舉區         | 新黨       | 1,235  | 4.64%  |          |      |
| 2005 | 第四屆金門縣議員選舉   | 金門縣選舉區         | 新黨       | 1,708  | 5.33%  |          |      |
| 2008 | 第七屆立法委員選舉     | 金門縣選舉區         | 無黨籍     | 5,274  | 19.85% |          |      |
| 2009 | 第五屆金門縣縣長選舉   | 金門縣               | 中國國民黨 | 14,269 | 37.27% |          |      |
| 2014 | 第六屆金門縣縣長選舉   | 金門縣               | 中國國民黨 | 15,146 | 33.35% |          |      |